# Águila (otok)
Águila (špa. Islote Águila – otočić Orao) je najjužnija točka Južne Amerike. Dio je veće južne skupine otoka Diego Ramírez, oko 100 km jugozapadno od rta Horn u Drakeovom prolazu.
Udaljenost do najbližeg antarktičkog kopna (otok Greenwich, Južni Shetland) je udaljen oko 800 km, a do kopna (Antarktički poluotok) je oko 950 km.